# حسن ومرقص (فلم)
حسن ومرقص فيلم اجتماعي مصري من بطولة عمر الشريف وعادل إمام. الفيلم من إنتاج شركة جود نيوز وتأليف يوسف معاطي ومن إخراج رامي إمام. وبدأ عرض الفيلم خلال شهر يوليو 2008.

## موضوع الفيلم
يتناول الفيلم الوحدة الوطنية تحديداً العلاقة بين المسلم والمسيحي من خلال رجل دين مسيحي «بولس» يحارب المتطرفين المسيحيين. حيث يبتكر الفيلم أنه يهدد بالقتل، يهرب ويمنحه الأمن اسماً آخر «حسن العطار».
ومن ناحية أخرى يأتي عمر الشريف ليأخذ عزاء أخيه الذي كان ينتمي إلي جماعة إسلامية متطرفة، فيأتي إليه في العزاء أعضاء هذه الجماعة ويخبرونه أن أخيه أوصى قبل مماته أن يتولى هو إمارة الجماعة.
يرفض ويتعرض للاغتيال، فيهربه الأمن أيضا مانحينه اسماً مسيحيا «مرقص عبد الشهيد». يلتقي حسن ومرقص في رحلة هروبهما وتتكون صداقة بينهما. وقد نجح الفيلم في تناول العلاقة المسيحية المسلمة في مصر.

## شارك في الفيلم
| 1. عادل إمام: بولس/حسن العطار 2. عمر الشريف: مرقص عبد الشهيد/محمود سيف الدين 3. لبلبة: ماتيلدا / زينات 4. هناء الشوربجي: خيرية 5. محمد إمام: جرجس/عماد 6. شيري عادل: مريم/فاطمة 7. عزت أبو عوف: اللواء مختار سالم 8. ضياء الميرغني: الشيخ مصطفى 9. يوسف داود: جورج الجواهرجي 10. إدوارد: هاني 11. حسن عبد الفتاح: عامل بالمخبز 12. هالة فاخر: امينة زوجة اللواء مختار | 1. عبد الله مشرف: صديق بولس 2. سعيد طرابيك 3. حسن مصطفى: الشيخ بلال 4. أحمد سامي عبد الله: عبد الهادي 5. مصطفى هريدي: صديق جرجس 6. محمد شرف: عامل بالمخبز 7. سيد صادق: قس متطرف بالكنيسة 8. ميريت أسامة: نانسي 9. محسن منصور: عضو الجماعة 10. هناء عبد الفتاح: وليام صاحب العمارة 11. يوسف عيد: قس في المؤتمر الوطني | 1. ضياء عبد الخالق: ضابط قسم المنيا 2. محمد متولي: شيخ جامع القرية 3. منير مكرم: أحد السائلين في المسجد 4. عادل شعبان: رئيس حملة مباحث 5. أحمد جلال عبد القوي: أحمد زميل عماد 6. عبد الرحيم التنير: نائب مجلس الشعب 7. محمد الدسوقي: شيخ المسجد في المؤتمر الوطني 8. زينب وهبي: زوجة وليام 9. صبحي خليل: قس متطرف بالكنيسة 10. فكرى صادق: شيخ متطرف بالجامع 11. مجدى إدريس: شيخ متطرف بالجامع |

سحر كامل - فايق عزب - أشرف قنديل - طارق سليمان - محمد يونس - محمد عبد السلام - ناجي سعد - وفاء السيد - عبد الله حفني - عباس أبو الحسن - عيد أبو الحمد - عصام شاهين - حازم فؤاد - مصطفى عكاشة - محمد عباس - هاني إبراهيم - وجدي وليم- بدوي فهمي - محمد قشطة - محمد عبد الحليم - نبيل عرفه - رامى رمزى - احمد شعراوي - عبد الباسط محمد - أميرة انطوان - محمد البططي - ميريت - مصطفى يوسف - منال محمد - مصطفى مهدي - بولس ملاك - رولا محمد صلاح - اشرف المنزلاوي - نجيب امين - محمود الزيات - احمد سمير عباس - ماهر عيد - عماد فهمي - محمد عبد الرشيد - محمود الفراوي - انشراح حسن

## تصوير الفيلم
تم تصوير أجزاء من الفيلم في ستديو مدينة السينما حيث أعد المهندس عادل المغربي أول ديكورات الفيلم كما صورت أجزاء منه في القاهرة والإسكندرية والمنيا.

## روابط خارجية
- مقالات تستعمل روابط فنية بلا صلة مع ويكي بيانات